# QV25
QV 25 est un des tombeaux situé dans la vallée des Reines, dans la nécropole thébaine, sur la rive ouest du Nil face à Louxor en Égypte.

## Description
QV 25 est une tombe anonyme datant de la XVIIIe dynastie, constituée d'un puit qui relie la surface à une chambre creusée dans de la marne et du schiste argileux, en partie connectée à QV 24.
En décembre 2010, une équipe conjointe du CNRS et du CSA y met au jour une partie d'une momie.

## Histoire
La tombe est explorée par Elizabeth Thomas, qui estime qu'elle a été creusée avant QV 24.